# Reggenza di Lamandau
La reggenza di Lamandau (in indonesiano: Kabupaten Lamandau) è una reggenza dell'Indonesia, situata nella provincia di Kalimantan Centrale.